# Commiphora fraxinifolia
Commiphora fraxinifolia är en tvåhjärtbladig växtart som beskrevs av John Gilbert Baker. Commiphora fraxinifolia ingår i släktet Commiphora och familjen Burseraceae. Inga underarter finns listade i Catalogue of Life.